# Manoir du Houx
Ne doit pas être confondu avec Manoir du Val au Houx.
Le manoir du Houx est un édifice privé de la commune du Minihic-sur-Rance, dans le département d’Ille-et-Vilaine en région Bretagne.

## Localisation
Le manoir est situé à la sortie nord du bourg du Minihic-sur-Rance, le long de la rue du Général de Gaulle, route menant de Dinan à Jouvente, lieu où l'on traversait la Rance.

## Historique
Le manoir fut construit par Vincent Gravé, sieur du Houx, en 1625 et son épouse Perrine Picot. Il a été agrandi au XVIIIe siècle par la famille Desages ou des Ages. Cette famille fit construire la chapelle en 1715, ainsi que le jardin et l'orangerie en 1723,
Le manoir et sa chapelle sont inscrits au titre des monuments historiques depuis le 15 novembre 1985,.
Un cadran solaire orne les jardins, aménagés en 1723, à la française. Constitués de trois terrasses s'étirant en direction du sud, ils furent restaurés en 1980.

## Architecture

### Corps de logis
Le bâtiment est construit en granulite et moellons avec murs enduits. La toiture est en ardoise. Dans la grande cuisine, le sol est recouvert de dalles de Saint-Cast. Le grand salon est recouvert de boiseries. Les boiseries d'un petit salon circulaire servant de boudoir, les mangeoires des écuries de marbre rose, ainsi que la grande cuve dans le jardin également en marbre rose proviendraient du château de Marly.

### Communs
Les communs comptent une orangerie et des dépendances.

### Chapelle
De plan rectangulaire, la chapelle a un chevet à pans coupés orienté vers l'est. Au-dessus de la porte est gravée dans la pierre la date de 1716, année de sa restauration. Elle est alors placée sous le vocable de Notre-Dame-de-Délivrance. Guillemette Desages fait le 21 août 1717 un acte de fondation pour qu'il soit dit une messe tous les dimanches, avec catéchisme et la prière du soir. Mgr Vincent-François Desmarets (1657-1739), neveu de Colbert et évêque de Saint-Malo approuva cette fondation le 7 septembre 1719. Elle servit aux habitants du Minihic pendant la construction de l'église paroissiale. Elle renferme le tombeau de la famille Desages.

## Propriétaires
- 1625 : Vincent Gravé et son épouse Perrine Picot. Il était l'un des jurés et prévôts de l'abbaye Saint-Jean-Baptiste de Saint-Malo, commis et député par les nobles abbés de la noble confrérie[5].
- 1715 : famille Desages, ou des Ages. Jean Desages (1649-1701) armateur[6] et son épouse Guillemette Desages[7].
- 1751 : partage en cinq lots de la propriété entre les enfants de Jean et Guillemette Desages, le manoir échoit à Jean-Baptiste Desages et sa épouse Françoise Tanquered, puis à leur fils René Jean époux de Thérèse Christy de la Pallière, dont hérite leur fils René Alain époux de Marie Josèphe de Buissy[réf. nécessaire].
- 1789 : René Alain Desages, possédant la moitié du domaine du Houx et ayant émigré lors de la Révolution, ses biens deviennent biens nationaux[réf. nécessaire].
- 1796 : le domaine est racheté par la tante de ce dernier, Françoise Desages[réf. nécessaire].
- 1819 : Anne Louise Desages, fille de René Alain, dernière descendante du nom, épouse en 1819 Claude Charles Amateur Hemery[réf. nécessaire]. Leur fille Jeanne Marie, épouse Alphonse Gruet[réf. nécessaire].
- 1882 : Alphonse Gruet vend le Houx en 1882 à Madame Teto[réf. nécessaire]. La superficie de la propriété est alors de 19,5 hectares. Plusieurs propriétaires se succèdent jusqu'en 1934[réf. nécessaire].
- 1934 : Louis Radius (1892-1966)[8],[9] et son épouse Jeanne Barbet-Massin (1895-1974), font l'acquisition du domaine[réf. nécessaire]. Il restera dans cette famille durant cinquante ans[réf. nécessaire]. Louis Émile Radius, est le fils de Louis Georges Radius (1841-1931), bijoutier joaillier, associé à la famille Boucheron avec laquelle il est de parentèle, Place Vendôme à Paris[réf. nécessaire].
- 1985 : un nouveau propriétaire entreprend d'importants travaux de rénovation, ayant fait l'objet de deux reportages par des magazines de décoration en 1998 et 1999[réf. nécessaire].